# Nickolaj Thomsen
 Ikke at forveksle med Nicolaj Thomsen.
Nickolaj Sejer Holtegaard Thomsen (født 4. februar 1985 i Birkelse) er en dansk fodboldspiller, hvis nuværende klub er ukendt.

## Klubber
Thomsen startede med at spille fodbold i barndomsbyen hos Birkelse Idrætsforening.

### Jetsmark IF
Han skiftede til Jetsmark Idrætsforening, hvor han fik sin debut i 2. division. I vinterpausen 2007/2008 rejste Thomsen i forbindelse med hans studier til Argentina i 3 måneder, og han spillede i den periode ikke fodbold. Efter hjemkomsten til Danmark forsatte Nickolaj Thomsen med at spille fodbold hos Jetsmark IF. Da klubben i sommeren 2008 stiftede overbygningen Blokhus FC, fulgte Thomsen med over i det nye samarbejde.

### Jammerbugt FC
Nickolaj Thomsen var i sommeren 2008 med i den første trup for den nyetablerede klub Blokhus FC.
Den 30. april 2011 på Jetsmark Stadion scorede Thomsen 7 mål i en 2. divisionskamp mod Rishøj Boldklub. Dette er kun overgået af 3 andre spillere i Danmarksturneringen i fodbold gennem tiderne. I sæsonen 2010-11 blev Thomsen topscorer i 2. division Vest med 25 mål, samt årets spiller i Blokhus.
Han stoppede i Jammerbugt FC ved afslutningen af 2015-16-sæsonen.

## Privat
Han blev student på Nørresundby Gymnasium i 2004. Han læser politik & administration på Aalborg Universitet.